# 福井ふるさとネットサービス
福井ふるさとネットサービスは、福井県内の金融機関で行なわれている、ATM提携サービスである。

## 概要
平成19年10月から始まったサービスである。元々ATMが少ない福井県内で、利用者の利便性を高めようと始まった。主にATM手数料の無料出入金中心の提携となっている。これは主に福井県内に本店を置く金融機関同士であれば、加入機関であればどのATMを利用しても時間内・時間外手数料が無料となる。なお、現名称でスタートしたのはJAが加わった時点の平成26年2月4日からであり、それまでは単に提携などで呼ばれ、特に名称などは無かった。

## 加入機関
加入機関は以下の通りである。現加盟金融機関は7機関である。平成28年2月までは8機関であった。
平成19年10月より原加入
福井銀行
福邦銀行
福井信用金庫
敦賀信用金庫
小浜信用金庫
越前信用金庫
途中加入金融機関
福井県JAバンク(平成26年2月4日～)
全JA11機関
離脱金融機関
武生信用金庫(平成28年2月に経営不振のため、福井信用金庫と救済合併と同時に離脱。)

## 提携によって利用できるATM数
県内501箇所、県外32箇所、ATM総計709台。(平成26年2月時点)

## その他
- この中の金融機関では、他のATM無料提携のネットワークサービスと重複している機関が存在する。重複しているものは次の通り。FITネットATM(福井銀行)、しんきん北陸トライネットATMサービス(県内全信金)、しんきんATMゼロネットサービス(同左) 等がある。
- 一部金融機関で出金･入金等のいずれかの取り扱いが出来ないものがある。
- ATMの置いていない店舗では利用できない。例えば、ATMの設置がない福井銀行東京支店ではこのサービスは利用できない。